# 作用 (物理学)
物理学における作用（さよう、英: action）は、物理系の動力学的な性質を示すもので、数学的には経路を引数にとる実数値の汎関数として表現される。一般には、異なる経路に対する作用は異なる値を持つ。古典力学においては、作用の停留点における経路が実現される。この法則を最小作用の原理と呼ぶ。
作用は、エネルギーと時間の積の次元を持つ。従って、国際単位系 (SI) では、作用の単位はジュール秒 (J⋅s) となる。作用の次元を持つ物理定数としてプランク定数がある。そのため、プランク定数は作用の物理的に普遍な単位としてしばしば用いられる。なお、作用と同じ次元の物理量として角運動量がある。
物理学において「作用」という言葉は様々な意味で用いられる。たとえば作用・反作用の法則や近接作用論・遠隔作用論の中で論じられる「作用」とは物体に及ぼされる力を指す。本項では力の意味での作用ではなく、解析力学におけるラグランジアンの積分としての作用についてを述べる。

## 概要
物理法則は微分方程式として表されることが多い。時間に関する微分方程式は、位置や運動量といった時間に対して連続な物理量がどのように変化するかを記述する。それぞれの状況に対応して、微分方程式に初期条件を含む境界条件が与えられ、与えられた境界条件から得られる微分方程式の解は、それぞれの状況に対する系の振る舞いを決定する。微分方程式の解は、境界条件によって定められる時間領域および空間領域のすべての点に対して、粒子の位置や運動量を決定する関数として得られる。
運動方程式を見つけるための異なるアプローチがある。古典力学では、系が実際に辿る経路はその経路の作用が停留値（大抵は最小値）をとるものに限ると仮定される。つまり、古典力学において作用は最小作用の原理（厳密には「停留作用の原理」と呼ぶべきだろう）を満たす。最小作用の原理は変分原理の一種であり、作用の第一変分が 0 となる経路として古典的経路を定める。作用は積分の形で定義され、これを作用積分（さようせきぶん、英: action integral）と呼ぶ。系の古典的運動方程式は、作用積分を最小化する必要条件として、作用積分の境界条件を除いた形で得られる。
この単純な原理は、物理へ深い洞察をもたらす現代理論物理学での重要な概念である。
微分方程式による表現と変分原理による表現の二つのアプローチが互いに等価であることは、ハミルトンの原理から導かれる。ハミルトンの原理は任意の系の運動方程式である微分方程式は等価な積分方程式として再定式化することができることを言っている。これは、単に単一粒子の運動に留まらず、電磁場や重力場のような古典場の理論にも適用できる。ハミルトンの原理はまた、量子力学や場の量子論への拡張、特に経路積分の定式化に用いられる。量子系の可能なすべての経路に対して、それぞれの経路の確率振幅がその経路の作用積分によって決定される。

## 歴史
作用は概念の発達とともに様々な方法で定義された。
- ゴットフリート・ライプニッツ、ヨハン・ベルヌーイ、ピエール・ルイ・モーペルテュイらは、光の作用を光の速度やその逆数の経路の長さに沿った積分として定義した。
- レオンハルト・オイラー（そしておそらくはライプニッツも）物質の粒子の作用を、粒子が辿る空間上の経路にそった粒子の速度の積分として定義した。
- モーペルテュイは互いに矛盾するいくつかのアド・ホックな作用の定義を用いた。モーペルテュイは自身の論文（英文訳）の中で、作用をポテンシャルエネルギーとして定義したり、仮想的な運動エネルギーとして定義したり、またはそれらの組み合わせとして定義している。これらの異なる作用の定義は、粒子の衝突に関して運動量保存則を保証するように導入されている。[4]

## 数学的定義
系が辿る実際の時間発展の経路は、作用の停留点（通常は最小点）に対応する。作用の停留点は作用積分に対する変分により与えられる。
作用には異なるいくつかの定義があり、それらは物理学で一般的に使われている。
よく使われる作用の定義は、ラグランジアンの時間積分として与えられる。しかし、場の作用に対しては、ラグランジアンではなくラグランジアン密度に対する積分として定義され、空間と時間の両方の積分として定義される。いくつかの特別な場合において、作用は時間をパラメターとした系の辿る経路に沿った積分に置き換えられる。例えば粒子系の時間発展に関して、作用積分はそれぞれの粒子が辿る経路に束縛されるため、作用積分は時間をパラメターとする粒子の軌跡の積分となる。
典型的な作用は、初期時刻 ti と終端時刻 tf の間で系が辿る経路に沿った時間積分として表現されるものである。
{\displaystyle {\mathcal {S}}=\int _{t_{\mathrm {i} }}^{t_{\mathrm {f} }}L\,\mathrm {d} t}
右辺の被積分関数 L はラグランジアンと呼ばれる。作用積分が well-defined であるためには、ラグランジアンに与えられる軌跡は時間と空間の両方について有界である必要がある。

### 作用汎関数
最も一般的には、時間と（場の作用に関しては）空間の関数に対するスカラー値の汎関数 {\displaystyle {\mathcal {S}}} を作用と呼ぶ。
古典力学において、作用汎関数に与えられる関数は初期時刻 ti と終端時刻 tf の間の系の経路 q(t) である。ここで q は一般化座標である。作用 {\displaystyle {\mathcal {S}}[{\boldsymbol {q}}(t)]} は初期時刻 ti と終端時刻 tf の間のラグランジアン L の時間積分
{\displaystyle {\mathcal {S}}[{\boldsymbol {q}}(t)]=\int _{t_{\mathrm {i} }}^{t_{\mathrm {f} }}L[{\boldsymbol {q}}(t),{\dot {\boldsymbol {q}}}(t),t]\,\mathrm {d} t}
として定義される。
また上記の定義に加え補助的な境界条件として、初期時刻および終端時刻における系の一般化座標 q(t) はそれぞれ q(ti) = qi, q(tf) = qf と固定される。最小作用の原理に従えば、実現される経路 qtrue(t) は作用 {\displaystyle {\mathcal {S}}[{\boldsymbol {q}}(t)]} の停留点（最小点、最大点、もしくは鞍点）である。上記の作用に対する最小作用の原理は、ラグランジュ力学における運動方程式、すなわちオイラー＝ラグランジュ方程式を与える。

### 簡約された作用
簡約された作用（かんやくされたさよう、英: abbreviated action）は、一般に {\displaystyle {\mathcal {S}}_{0}} と表される汎関数である。簡約された作用は、ラグランジアン（およびハミルトニアン）が時間に陽に依存しない作用に対して、作用の時間に関する項を除いたものとして定義される。
例えば、惑星の軌道は楕円であり、一様な重力場の中の物体の経路は放物線である。どちらの場合も、経路の形は物体が通過する速さには依存しない。簡約された作用 {\displaystyle {\mathcal {S}}_{0}} は、一般化座標系の中の経路に沿った一般化運動量の積分として定義される。
{\displaystyle {\mathcal {S}}_{0}=\int {\boldsymbol {p}}\cdot \mathrm {d} {\boldsymbol {q}}=\int p_{i}\,\mathrm {d} q_{i}}
モーペルテュイの原理に従うと、実現される経路は、簡約された作用 {\displaystyle {\mathcal {S}}_{0}} が停留となる経路である。

### ハミルトンの主関数
ハミルトンの主関数はハミルトン・ヤコビ方程式により定義される。ハミルトン・ヤコビ方程式は古典力学の別の定式化となっている。通常、ハミルトンの主関数は S と表される。この記法は、ハミルトンの主関数 S と作用汎関数 {\displaystyle {\mathcal {S}}} を同一視できることによる。作用汎関数 {\displaystyle {\mathcal {S}}} の積分の初期時刻 ti と経路の始点 qi、および終端時刻 tf と経路の終点 qf を変数と見なせば、ハミルトンの主関数はそれらを独立変数とする関数となる。言い換えれば、ハミルトンの主関数 S はラグランジアンの時間に関する不定積分（不定積分）である。

### ハミルトンの特性関数
全エネルギー E が保存される場合、ハミルトン・ヤコビ方程式は、一般化座標の関数と時間の関数の和の形に変数分離することができる。
{\displaystyle S(q_{1},\dots ,q_{N},t)=W(q_{1},\dots ,q_{N})-E\cdot t}
時間に依存しない関数 W(q1, q2 ..., qN) をハミルトンの特性関数（ハミルトンのとくせいかんすう、英: Hamilton's characteristic function）と呼ぶ。
特性関数の物理的重要性は、時間に関する全微分から明らかにされる。
{\displaystyle {\frac {\mathrm {d} W}{\mathrm {d} t}}={\frac {\partial W}{\partial q_{i}}}{\dot {q}}_{i}=p_{i}{\dot {q}}_{i}}
特性関数の全微分を改めて積分すると
{\displaystyle W(q_{1},\dots ,q_{N})=\int p_{i}{\dot {q}}_{i}\,\mathrm {d} t=\int p_{i}\,\mathrm {d} q_{i}}
となり、特性関数が定数を除き簡約された作用に一致することが分かる。

### ハミルトン・ヤコビ方程式の他の解
エネルギー保存則が成り立つ系について時間の関数を分離できたように、特別な場合にはハミルトン・ヤコビ方程式の解は変数分離形となる。ある独立変数についてハミルトンの主関数が変数分離できた場合、その変数分離された項 Sk(qk) もまた「作用」と呼ばれることがある。

### 一般化座標の作用
作用・角変数座標系の正準変数 Jk は、一般化運動量の相空間の閉経路上の積分を積分として定義される。
{\displaystyle J_{k}=\oint p_{k}\mathrm {d} q_{k}}
正準変数 Jk は回転や振動の運動に対応している。
変数 Jk を一般化座標 qk の作用変数 (action) と呼び、正準変数 Jk の共役 wk をその作用変数に対する角変数 (angle) と呼ぶ。作用変数を決定する積分に含まれるのは一般化座標の一成分 qk だけであり、簡約された作用の中の被積分関数のドット積とは異なる。作用変数 Jk は、qk が閉経路の上を動く場合の Sk(qk) の変化量に等しい。大抵の系において、Jk は一定ないし変化が非常に緩やかであるため、作用変数 Jk は摂動計算や断熱不変量の決定によく用いられる。

### ハミルトンフローの作用
自然1-形式を参照。

## 作用積分のオイラー＝ラグランジュ方程式
作用汎関数の節でも触れたが、一般化座標の時間発展の小さな摂動の下で作用積分が停留点を持つという要請は、変分法を用いて与えられる一連の微分方程式（つまりオイラー＝ラグランジュ方程式）と同値である。このことを一般化座標が一変数 x の場合を例に取って説明する。多変数への拡張は一変数での議論をそのまま適用すればよい。
ハミルトンの原理を受け入れるならば、作用積分の被積分関数であるラグランジアン L は、座標 x(t) とその時間微分 dx(t)/dt にのみ依存するか、あるいは問題によって、それらに加えて時刻 t に陽に依存する。このラグランジアンに対する作用積分は次のように書き表わすことができる。
{\displaystyle {\mathcal {S}}=\int _{t_{\mathrm {i} }}^{t_{\mathrm {f} }}\;L(x,{\dot {x}},t)\,\mathrm {d} t}
ここで、運動の初期時刻 ti と終端時刻 tf、および初期位置 xi = x(ti) と終端位置 xf = x(tf) はあらかじめ固定しておく。
xtrue(t) を求める真の時間発展とし、その摂動バージョンを xper(t) とする。ただし摂動バージョンの端点は真の時間発展に一致するものとし、xper(ti) = xi かつ xper(tf) = xf なるものを選ぶ。同時刻における2つの時間発展の差
{\displaystyle \varepsilon (t)=x_{\mathrm {per} }(t)-x_{\mathrm {true} }(t)}
はすべての時刻において充分小さいものとする。摂動に関する仮定から、時間発展の両端においてこの差分は正確に 0 に等しい。
作用積分の変分
{\displaystyle \delta {\mathcal {S}}={\mathcal {S}}_{\mathrm {per} }-{\mathcal {S}}_{\mathrm {true} }}
について、作用の差はラグランジアンの差の積分に置き換えられる。
{\displaystyle {\mathcal {S}}_{\mathrm {per} }-{\mathcal {S}}_{\mathrm {true} }=\int _{t_{\mathrm {i} }}^{t_{\mathrm {f} }}\;\left[L(x_{\mathrm {per} },{\dot {x}}_{\mathrm {per} },t)-L(x_{\mathrm {true} },{\dot {x}}_{\mathrm {true} },t)\right]\mathrm {d} t}
摂動された時間発展 xper を真の時間発展と摂動項の和 xtrue + ε に置き換えれば、摂動項は無限小量と見なせることを仮定しているため、ラグランジアンを摂動項に関する一次展開に書き直すことができる。したがって作用積分の変分は
{\displaystyle {\begin{aligned}\delta {\mathcal {S}}&=\int _{t_{\mathrm {i} }}^{t_{\mathrm {f} }}\;\left[L(x_{\mathrm {true} }+\varepsilon ,{\dot {x}}_{\mathrm {true} }+{\dot {\varepsilon }},t)-L(x_{\mathrm {true} },{\dot {x}}_{\mathrm {true} },t)\right]\mathrm {d} t\\&=\int _{t_{\mathrm {i} }}^{t_{\mathrm {f} }}\;\left(\varepsilon {\partial L \over \partial x}+{\dot {\varepsilon }}{\partial L \over \partial {\dot {x}}}\right)\,\mathrm {d} t\end{aligned}}}
と計算できる。最後の項を部分積分し、境界条件 ε(ti) = ε(tf) = 0 を適用すれば、次の等式が得られる：
{\displaystyle \delta {\mathcal {S}}=\int _{t_{\mathrm {i} }}^{t_{\mathrm {f} }}\;\left(\varepsilon {\partial L \over \partial x}-\varepsilon {\mathrm {d}  \over \mathrm {d} t}{\partial L \over \partial {\dot {x}}}\right)\,\mathrm {d} t}
作用 {\displaystyle {\mathcal {S}}} が停留点を持つという要請は、真の時間発展の周りのすべての可能な摂動はその一次変化がゼロである、という要請を暗に含んでいる（停留作用の原理）。
{\displaystyle \delta {\mathcal {S}}=0}
この停留作用の原理は、ラグランジアンが以下のオイラー＝ラグランジュ方程式を満たす場合にのみ成り立つ。
{\displaystyle {\partial L \over \partial x}-{\mathrm {d}  \over \mathrm {d} t}{\partial L \over \partial {\dot {x}}}=0}
作用の変分に関する議論は汎関数微分によって表現することもできる。オイラー＝ラグランジュ方程式が成立するなら、作用積分の汎関数微分が恒等的にゼロである：
{\displaystyle {\frac {\delta {\mathcal {S}}}{\delta x(t)}}=0}
オイラー＝ラグランジュ方程式に現れる量 ∂L/∂ は、座標 x の共役運動量 (conjugate momentum) と呼ばれる。オイラー＝ラグランジュ方程式に関する重要な結果として、ラグランジアン L が陽に座標 x を含まない場合、すなわち
{\displaystyle {\frac {\partial L}{\partial x}}=0}
が成り立つ場合、対応する共役運動量は時間によらず一定である。
{\displaystyle {\mathrm {d}  \over \mathrm {d} t}{\frac {\partial L}{\partial {\dot {x}}}}=0}
この場合の x は巡回的 (cyclic) な座標と呼ばれ、その共役運動量は保存される。

### 極座標での自由粒子
簡単な問題を例にとり、オイラー＝ラグランジュ方程式を通じて作用原理を用いることの利点を示す。ユークリッド空間上の直線を自由粒子（質量 m, 速度 v とする）が運動をしているとする。この運動をオイラー＝ラグランジュ方程式を用いて極座標の形式に書き直すことを考えよう。ポテンシャルがない場合、ラグラジアンは単純に運動エネルギーに等しく、直交座標 (x, y) では、
{\displaystyle L={\frac {1}{2}}mv^{2}={\frac {1}{2}}m\left({\dot {x}}^{2}+{\dot {y}}^{2}\right)}
となる。ドットは曲線の媒介変数（通常は時刻 t に対応する）に関する微分を表す。
一方で極座標 (r, φ) によってラグランジアンを書き直せば
{\displaystyle L={\frac {1}{2}}m\left({\dot {r}}^{2}+r^{2}{\dot {\varphi }}^{2}\right)}
となる。各成分 r と φ に関するオイラー＝ラグランジュ方程式は、それぞれ、
{\displaystyle {\begin{aligned}{\frac {\mathrm {d} }{\mathrm {d} t}}\left({\frac {\partial L}{\partial {\dot {r}}}}\right)-{\frac {\partial L}{\partial r}}&=0\qquad \Rightarrow \qquad {\ddot {r}}-r{\dot {\varphi }}^{2}&=0\\{\frac {\mathrm {d} }{\mathrm {d} t}}\left({\frac {\partial L}{\partial {\dot {\varphi }}}}\right)-{\frac {\partial L}{\partial \varphi }}&=0\qquad \Rightarrow \qquad {\ddot {\varphi }}+{\frac {2}{r}}{\dot {r}}{\dot {\varphi }}&=0\end{aligned}}}
となる。
これらの 2つの方程式の解は、初期条件として決まる定数 a, b, c, d に対し、
{\displaystyle {\begin{aligned}r\cos \varphi &=at+b\\r\sin \varphi &=ct+d\end{aligned}}}
により与えられる。この解は等速直線運動を表わしており、自由粒子が実際に等速直線運動することと整合する。

## 作用原理

### 古典場
粒子の運動方程式に対する作用原理を拡張して、電磁場や重力場のような、場の運動方程式を与える作用原理を考えることができる。
アインシュタイン方程式はアインシュタイン・ヒルベルトの作用に変分原理を適用することで得られる。
重力場中の物体の世界線は、作用原理によって決定できる。自由落下する物体の世界線は測地線である。

### 保存則
ある物理的な対称性の意味を、作用原理と作用原理から導かれるオイラー＝ラグランジュ方程式の中に見出すことができる。ネーターの定理はその一つの例であり、物理系の連続対称性にはそれと一対一に対応する保存則があることを示す。この対称性と保存則の対応関係は、作用原理を前提としている。

### 量子力学と場の量子論
量子力学では、系は作用の停留点にある経路のみに従うのではなく、全ての可能な経路に対する作用がその系の振る舞いに寄与する。個々の経路の作用は経路積分中に現れ、その経路に対する確率振幅を与える。
作用原理は、古典力学におけるニュートンの法則と等価であるにもかかわらず、理論の一般化に適しており、現代物理学においても重要な役割を果たしている。
マクスウェル方程式も停留作用の条件として導出することができる。

### 単一の相対論的粒子
相対論効果が重要なとき、固有時間によりパラメトライズされる世界線を動く質量が m の点粒子の作用は、
{\displaystyle S=-mc^{2}\int _{C}\,\mathrm {d} \tau }
で表される。
替わって、粒子の座標時刻 t によりパラメトライズされていて、座標時刻が t1 から t2 の幅を持っていると、作用は、
{\displaystyle \int _{t1}^{t2}L\,\mathrm {d} t}
となる。ここにラグランジアンは、
{\displaystyle L=-mc^{2}{\sqrt {1-{\frac {v^{2}}{c^{2}}}}}}
である。

### 一般化
作用原理はさらに一般化することができる。例えば、作用は非局所作用(英: nonlocal actions)を考慮すれば積分である必要はない。配位空間は、非可換幾何のような決まった特徴を持った関数空間である必要もない。しかし、これらの数学的な拡張に対して、実験に基づく物理的基礎は未だ確立されていない。

## 参照項目
- 変分
- 汎関数微分
- 汎関数積分（英語版）
- ハミルトン力学
- ラグランジアン
- ラグランジュ力学
- 測度 (物理学)（英語版）
- ネーターの定理
- 経路積分
- プランク定数
- 最小作用の原理
- 量子力学
- エントロピー（最小作用の原理と最大確率の原理の類似物を、エントロピーの中に見ることができる）